# Triunghiul Weimar

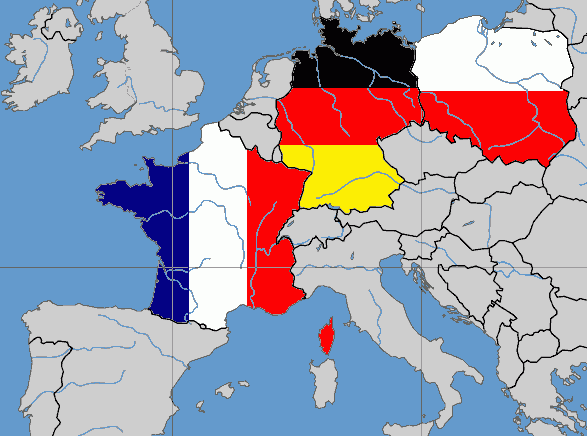
Hartă a Triunghiului Weimar.

Triunghiul Weimar face referință la gruparea Franței, Germaniei și Poloniei. Grupul este menit să promoveze cooperarea dintre cele trei țări în vremuri de restriște. Triunghiul Weimar a fost înființat în orașul Weimar în 1991.